# Currier and Ives

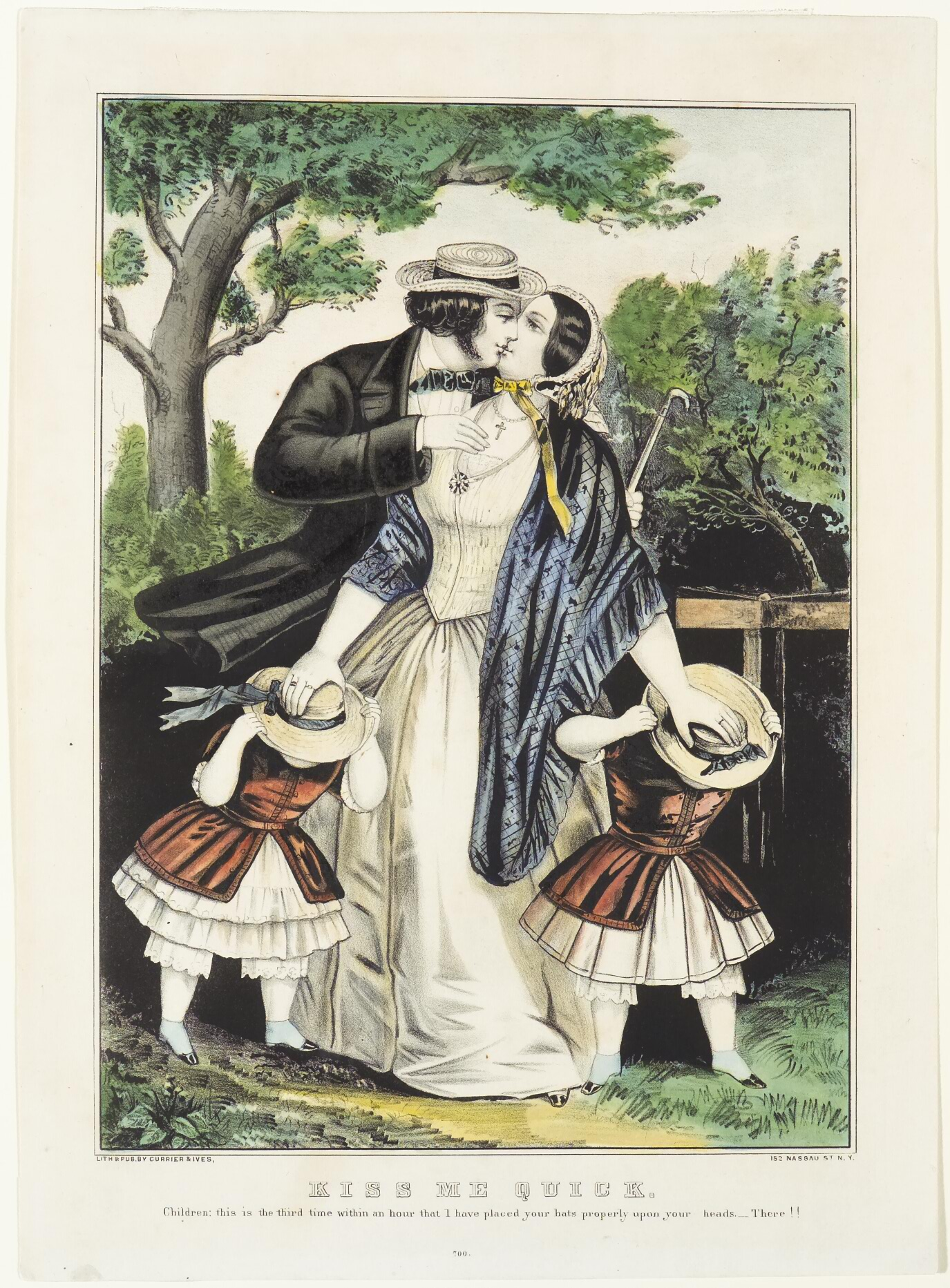
Kiss me quick, ilustração humorística de 1840

Currier and Ives era uma empresa de impressões americana, chefiada por Nathaniel Currier (1813-1888) e James Merritt Ives (1824-1895) com sede em Nova Iorque. Suas ilustrações eram vendidas por vendedores ambulantes e em lojas pelo país.

Hoje originais, Currier and Ives impressões são muito procurados por colecionadores modernos, e as reproduções deles são populares em decorações. Especialmente populares são as cenas de inverno, que são comumente usadas em cartões de Natal americanos.